# Arbacia dufresnii
Arbacia dufresnii is een zee-egel uit de familie Arbaciidae.
De wetenschappelijke naam van de soort werd in 1825 gepubliceerd door Henri Marie Ducrotay de Blainville.